# Arthur Krams
Arthur A. Krams (* 15. Juli 1912 in New York City, New York; † 29. September 1985 in Woodland Hills, Los Angeles, Kalifornien) war ein US-amerikanischer Artdirector und Szenenbildner, der bei der Oscarverleihung 1956 den Oscar für das beste Szenenbild gewann und weitere sieben Mal für den Oscar in dieser Kategorie nominiert war.

## Leben
Krams begann seine Laufbahn als Artdirector und Setdesigner in der Filmwirtschaft Hollywoods 1946 bei dem Film Ball in der Botschaft (Holiday in Mexico) und wirkte bis 1969 an der szenischen Ausstattung von fast siebzig Filmen mit.
Bei der Oscarverleihung 1953 erhielt er seine erste von insgesamt sieben Oscar-Nominierungen für das beste Szenenbild und zwar zusammen mit Cedric Gibbons, Paul Groesse und Edwin B. Willis für den Farbfilm Die lustige Witwe (The Merry Widow, 1952) von Regisseur Curtis Bernhardt nach der Operette von Franz Lehár mit Lana Turner, Fernando Lamas und Una Merkel in den Hauptrollen. Bei der Oscarverleihung 1954 war er gleich zweimal nominiert: Zum einen mit Gibbons, Willis, E. Preston Ames, Edward C. Carfagno, Gabriel Scognamillo, F. Keogh Gleason und Jack D. Moore für den Farbfilm The Story of Three Loves (1953), der von Vincente Minnelli und Gottfried Reinhardt mit Kirk Douglas, James Mason und Leslie Caron inszeniert wurde, sowie mit Gibbons, Groesse und Willis für den Farbfilm Lili (1953) von Charles Walters mit Leslie Caron, Mel Ferrer und Jean-Pierre Aumont.
1956 gewann er gemeinsam mit Hal Pereira, Tambi Larsen und Sam Comer den Oscar für das beste Szenenbild in dem Schwarzweißfilm Die tätowierte Rose (1955) nach dem gleichnamigen Stück von Tennessee Williams in der Regie von Daniel Mann mit Anna Magnani, Burt Lancaster und Marisa Pavan in den Hauptrollen. Des Weiteren war er 1956 mit Pereira, Comer und J. McMillan Johnson für einen weiteren Oscar für das beste Szenenbild in einem Farbfilm nominiert und zwar für den von Alfred Hitchcock inszenierten Spielfilm Über den Dächern von Nizza (1955) mit Cary Grant, Grace Kelly und Jessie Royce Landis.
Zusammen mit Pereira, Comer sowie Walter H. Tyler war er 1960 für einen weiteren Oscar für das beste Szenenbild in dem Schwarzweißfilm Career (1959) nominiert, einem von Anthony Mann gedrehten Filmdrama mit Dean Martin, Anthony Franciosa und Shirley MacLaine in den Hauptrollen. Auch bei der Oscarverleihung 1961 waren er, Pereira, Tyler und Comer für den Oscar für das beste Szenenbild in einem Schwarzweißfilm nominiert und zwar diesmal in dem unter der Regie von Norman Taurog entstandenen Science-Fiction-Filmkomödie Besuch auf einem kleinen Planeten (Visit to a Small Planet, 1960) mit Jerry Lewis, Joan Blackman und Earl Holliman.
Seine letzte von sieben Oscar-Nominierungen für das beste Szenenbild erhielt Krams 1962 abermals mit Pereira, Tyler und Comer für den Farbfilm Sommer und Rauch (1961), einem nach einem Bühnenstück von Tennessee Williams von Peter Glenville inszenierten Filmdrama mit Laurence Harvey, Geraldine Page und Rita Moreno in den Hauptrollen.

## Filmografie (Auswahl)
- 1946: Ball in der Botschaft (Holiday in Mexico)
- 1948: Drei kleine Biester (Three Daring Daughters)
- 1948: Der Superspion (A Southern Yankee)
- 1949: Verlorenes Spiel (East Side, West Side)
- 1949: Kuß um Mitternacht (That Midnight Kiss)
- 1949: Frauen um Dr. Corday (The Doctor and the Girl)
- 1951: Von Gier besessen (Inside Straight)
- 1951: Der Mann in Schwarz (The Man with a Cloak)
- 1951: Three Guys Named Mike
- 1952: Shadows in the Sky
- 1953: War es die große Liebe? (The Story of Three Loves)
- 1953: Eine Chance für Suzy (Give a Girl a Break)
- 1954: Tief in meinem Herzen (Deep in My Heart)
- 1955: Über den Dächern von Nizza
- 1956: Der Mann, der zuviel wußte
- 1958: High School Confidential!
- 1964: Die Unersättlichen (The Carpetbaggers)
- 1967: Jagt Dr. Sheefer (The President’s Analyst)
- 1967: Barfuß im Park
- 1968: Hängt ihn höher
- 1969: The Courtship of Eddie’s Father (Fernsehserie)

## Auszeichnungen
- 1956: Oscar für das beste Szenenbild in einem Schwarzweißfilm